# Manuel Alberto Claro
Manuel Alberto Claro (Santiago do Chile, 3 de abril de 1970) é um diretor de fotografia dinamarquês.
Trabalha, também, em anúncios publicitários para empresas como a IKEA, Nokia, Volkswagen e vídeos musicais.

## Biografia
Manuel Claro nasceu a 3 de abril de 1970 em Santiago, no Chile. Em 1974 mudou-se para Copenhaga, na Dinamarca, onde vive atualmente.
Licenciou-se como fotógrafo em 1994, no Istituto Europeo di Design, em Milão. Posteriormente trabalhou como assistente de fotógrafo em Milão, Nova Iorque e Copenhaga. Em 1997 matriculou-se na Escola Nacional de Cinema da Dinamarca.

## Filmografia
- 2001 - Anxiety (curta-metragem)
- 2003 - Zakka West
- 2003 - Reconstruction
- 2003 - Bagland
- 2004 - Visions of Europe (curta-metragem, segmento de "Europe Does Not Exist")
- 2004 - Lille far
- 2004 - Silkevejen
- 2005 - Voksne mennesker
- 2005 - Allegro
- 2007 - Weapons
- 2007 - Tempelriddernes skat II
- 2008 - Tempelriddernes skat III: Mysteriet om slangekronen
- 2008 - Alt er relativt
- 2008 - Kandidaten
- 2010 - Alting bliver godt igen
- 2011 - Melancholia

## Principais prémios e nomeações
Prémio Robert (Dinamarca)
| Ano  | Categoria                    | Filme                   | Resultado |
| ---- | ---------------------------- | ----------------------- | --------- |
| 2004 | Melhor diretor de fotografia | Reconstruction          | Indicado  |
| 2006 | Melhor diretor de fotografia | Allegro                 | Venceu    |
| 2011 | Melhor diretor de fotografia | Alting bliver godt igen | Indicado  |

Camerimage (Polónia)
| Ano  | Prémio         | Filme          | Resultado |
| ---- | -------------- | -------------- | --------- |
| 2004 | Sapo de Ouro   | Reconstruction | Venceu    |
| 2004 | Sapo de Bronze | Reconstruction | Indicado  |

Chicago Film Critics Association (Estados Unidos)
| Ano  | Prémio                       | Filme       | Resultado |
| ---- | ---------------------------- | ----------- | --------- |
| 2011 | Melhor diretor de fotografia | Melancholia | Indicado  |

Prémios do Cinema Europeu (Europa)
| Ano  | Categoria                 | Filme       | Resultado |
| ---- | ------------------------- | ----------- | --------- |
| 2011 | Melhor diretor fotografia | Melancholia | Venceu    |